# Constantino IX Monômaco
Constantino IX Monômaco (português brasileiro) ou Monómaco (português europeu) (em latim: Constantinus IX Monomachus; em grego: Κωνσταντῖνος Θ΄ Μονομάχος; romaniz.: Konstantinos IX Monomáchos; ; ca. 1000 – 11 de janeiro de 1055), foi um imperador do Império Bizantino de 11 de junho de 1042 a 11 de janeiro de 1055. Foi escolhido pela imperatriz Zoé Porfirogênita como marido e coimperador em 1042, embora tenha sido banido por conspirar contra seu antigo marido, Miguel IV, o Paflagônio. Governaram juntos até a morte de Zoé em 1050. Em seu reinado, o Império Bizantino travou guerras contra a Rússia de Quieve e os turcos seljúcidas. No ano anterior a sua morte, ocorreu o Grande Cisma que dividiu a Igreja Católica da Igreja Ortodoxa.

## Vida

### Origens e família
Constantino nasceu em ca. de 1000 em Antioquia do Orontes. Era filho do juiz Teodósio e irmão de Euprepeia, Helena e Maria. Era parente de Nicolau e primo de Teodósio e Leão. Antes de 1025, desposou sua primeira esposa, cujo nome não foi registrado e que faleceu em devido a uma doença. Seu sogro, igualmente anônimo, foi descrito por Miguel Pselo como o primeiro entre os homens de distinção e que o casamento teria selado o pacto entre ele e Constantino. Mais tarde, desposou outra nobre, de nome desconhecido, membro de famílias Esclero através de Basílio e Argiro através de Pulquéria, irmã do imperador Romano III (r. 1028–1034). Pela união, se exaltou acima dos outros, mas não alcançou nenhum cargo notório, pois conselheiros de Basílio II (r. 976–1025) estavam zangados consigo dada sua relação com seu sogro. Essa nobre também faleceria, mas a data do acontecimento é desconhecida. Por ocasião do falecimento, Constantino era cidadão privado. Nos anos 1030, envolveu-se amorosamente com Maria, sobrinha de sua esposa.